# 넬슨 만델라
넬슨 롤리랄라 만델라(영어: Nelson Rolihlahla Mandela, 1918년 7월 18일 ~ 2013년 12월 5일)는 남아프리카 공화국에서 평등 선거 실시 후 뽑힌 세계 최초의 흑인 대통령이었다. 대통령으로 당선되기 전에 그는, 아프리카 민족회의(ANC)의 지도자로서 반아파르트헤이트운동 즉, 남아공 옛 백인 정권의 인종차별에 맞선 투쟁을 지도했다.
1962년 8월 5일 반역죄로 체포되었고 1964년에는 무기징역을 선고받았으나, 27년 만인 1990년 2월 11일에 출소했다. 1993년 데 클레르크 대통령과 함께 노벨 평화상을 수상했다. 1994년 실시된 평등 선거에서 ANC는 62%를 득표하여 ANC의 지도자인 넬슨 만델라는 1994년 5월 27일 남아프리카 공화국 최초의 흑인 대통령이자 제 8대 남아프리카 공화국 대통령으로 취임하였고 진실과 화해위원회(TRC)를 결성하여 용서와 화해를 강조하는 과거사 청산을 실시했다. TRC는 성공회 주교인 데스몬드 투투 주교가 참여하였으며, 수많은 과거사 관련 자료들을 수집하여 조사하였다. 인종차별 시절 흑인들의 인종차별 반대투쟁을 화형, 총살등의 잔악한 방법으로 탄압한 국가폭력 가해자가 진심으로 죄를 고백하고 뉘우친다면 사면하였으며, 나중에는 경제적인 보상이 이루어지기도 했다. 또한 피해자 가족들의 요청에 따라 피해자 무덤에 비석을 세워줌으로써, 아파르트헤이트 시절의 국가폭력 피해자들이 잊히는 일이 없도록 하였다. 저서로 뉴욕 타임스가 뽑은 20세기 최고의 책에 선정된《자유를 향한 긴 여정》이 있었다. 2013년 12월 5일 향년 95세를 일기로 타계했다.

## 생애

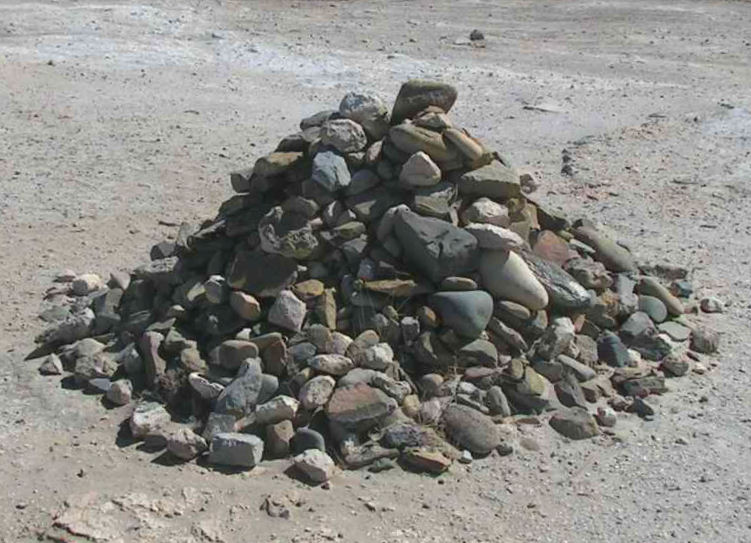
로벤섬의 돌무덤

### 유년기: 1918-1936
1918년 7월 18일 그는 남아공화국 케이브 지방의 일부였던 움타타에 위치한 작은 마을, 음베조에서 태어났다. ‘롤리흘라흘라(Rolihlahla)’는 이름이 주어진 것은 코사족 구어체로 ‘말썽꾸러기’라는 의미이며, 이후에는 그의 씨족명인 ‘마디바’가 존경받는 어른이 된다.
1832년에 사망한 그의 증조부 응구벵쿠카가 오늘날의 이스턴케이프주에 있는 트란스케이 지역에서 '인코시 엔크훌루' 혹은 군주로서 템부 족을 다스렸던 추장이었다. 만델라라는 이름은 그의 증조부의 이름을 따라 지어졌고, 이후 그의 성씨의 출처가 되었다. 만델라는 남아프리카 공화국의 케이프주 트란스케이를 통치한 템부 부족의 분파에 속한다. 만델라가 익시바 씨족(소위, 왼손잡이 집이라고 불리는)의 왕의 하나 밖에 없는 부인에게서 태어난 독자였기 때문에 왕가의 분가된 후손들은 왕위를 물려받는데 있어서 귀천 상혼이었으며, 부적격자였지만 세습이 가능한 왕손으로 인정을 했다. 그럼에도 불구하고, 전임자가 백인 판사로부터 부패 혐의로 기소되자, 지역의 족장이자, 왕손이었던 그의 부친 가들라 헨리 음파카니스와가 1915년 군주의 자리에 지명을 받았다. 1926년 가들라도 부패혐의로 퇴출당하였지만, 넬슨은 판사의 비합리적인 요구를 거부할 수 있는 그의 직위를 잃어버렸다는 말을 들었다.

### 반 아파르트 헤이트의 투사
비트바테르스란트(University of the Witwatersrand) 대학 법학부를 졸업했다. 재학 중 민주주의, 사회주의, 공산주의 등 수많은 사상을 접했으며, 이러한 경험은 그의 정치적 식견을 공고히하게 하였다. 그리고 그는 재학 중 1944년 아프리카 민족회의(ANC)에 들어가 그 청년동맹을 설립하고, 청년동맹 집행 위원을 취임하여 반 아파르트 헤이트 운동을 벌인다. 이후 1950년, ANC 청년동맹 의장으로 취임한다.
1953년 8월에 요하네스버그에서 올리버 탐보와 함께 변호사 사무소를 개업한다. 그 해의 12월에 ANC 부의장 취임하여, 1961년 11월, 움콘트 웨 시즈웨(민족의 창)라고 하는 군사 조직을 만들어 최초의 사령관이 된다. 그러한 활동으로 1962년 8월에 체포된다. 1964년에 국가 반역죄 종신형을 선고받아, 로벤섬에 수감되게 된다. 1982년, 케이프타운 교외의 포르스모아 형무소로 이감되었다.

### 민족 화해의 상징

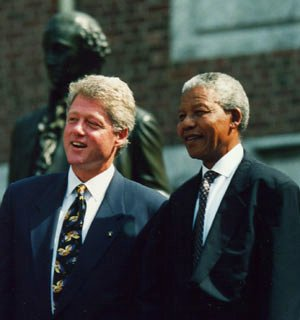
넬슨 만델라와 빌 클린턴

1989년 12월 당시 대통령이었던 프레데리크 빌렘 데 클레르크와 회담을 통해, 1990년 2월 11일 석방된다. 석방 후 ANC 부의장으로 취임한다. 데 클라크와 예비 회담 시에는 ANC 대표로 참석했다.
1991년, ANC 의장에 취임하였고, 데 클레르크와 협력하여 모든 인종 대표가 참석한 민주 남아공화국 회의를 두 번 개최하였고, 또한 다당 협상 포럼을 열어, 임시 정부 잠정 헌법을 만들었다. 이 10월 5일, 베이징 대학에서 명예 박사 학위를 수여했다. 1993년 12월 10일에 데 클레르크와 함께 노벨평화상을 수상했다.
1994년 모든 인종이 참가한 총선이 실시되었다. ANC(아프리카 민족회의)가 승리하고, 넬슨은 대통령에 취임했다. 잠정 헌법의 권력 분배 조건에 따라 연립 정권을 세워 국민 통합 정부를 수립했다. 넬슨은 민족 화해 협력을 호소하면서, 화해와 관용이라는 톨레랑스 정신을 기초로 인종차별 체제 하에서 흑백의 대립과 격차의 시정하려고 노력을 했고, 흑인 간 충돌의 해소, 경제 불황을 회복하는 부흥개발 계획 (RDP)을 공개했다.
1997년 12월 ANC 전당 대회에서 넬슨은 의장의 자리를 부통령 터보 음베키에게 양보한다. 1999년 2월 5일 국회에서 마지막 연설을 했다. 같은 해 열린 총선을 계기로 정계에서 은퇴했다.

### 은퇴 후
2000년 1월 19일에 유엔 안전보장이사회에서 처음으로 연설을 실시했다. 2001년 7월 전립선암이 발견되었고, 7주간의 방사선 치료를 받았다. 2005년 1월 7일에 전처 위니와 사이에서 태어난 아이 마카토 만델라가 에이즈에 의한 합병증으로 사망했다는 것을 공개했다. 유네스코 친선 대사로 일을 했다.
2010년 6월 11일에 열린 FIFA 월드컵 남아공 대회의 개회식에 참석하려 했지만, 전날 증손자가 교통 사고로 사망하여 참석을 포기하는 대신 영상 메시지를 보냈으며, 폐회식에는 참석을 했다. 이때 이후 공개적으로 모습을 나타내지 않았다. 90세를 넘어 고령 몸에 쇠약해지기 시작했으며, 2012년 12월 8일에는 폐 감염으로 인해 수도 프리토리아 병원에 입원해 있었다. 2013년 4월 6일 증상이 호전되어 퇴원을 했다. 그러나 2013년 6월부터 상태가 악화되었고, 감염이 재발되어 6월 8일 다시 입원하게 되었다.
2013년 6월 23일 남아프리카 대통령궁은 넬슨이 위독한 상태에 빠졌다고 발표했다. 그후 넬슨의 용태는 안정되었고, 7월 18일 병실에서 95번째 생일을 맞았다. 딸 인사는 7월 16일에, "헤드폰을 착용하고, 텔레비전을 보고 있어 웃음을 보였다"라는 모습을 전했다. 넬슨의 생일에 맞춰 2013년 7월 18일에 유엔은 본부에서 "넬슨 만델라의 날" 행사를 열고 넬슨의 공적을 기리는 것과 함께 회복을 기원했다.
2013년 12월 5일 95세로 자택에서 가족들의 품에서 서거하였다. 그의 서거는 제이컵 주마 대통령에 의해서 발표되었다. 2013년 12월 6일 이희호 여사(김대중 전 대통령의 영부인)는 김대중평화센터에서 배포한 보도자료를 통해 “넬슨 만델라 전 대통령은 전 인류에 자유와 인권, 평화의 메시지를 전하고 영면했다”면서 “증오를 넘어 사랑의 위대한 힘을 보여줬다”라고 애도를 표했다.

## 역대 선거 결과
| 선거명      | 직책명                     | 대수 | 정당              | 득표율 | 득표수 | 결과 | 당락 |
| ----------- | -------------------------- | ---- | ----------------- | ------ | ------ | ---- | ---- |
| 1994년 선거 | 남아프리카 공화국의 대통령 | 8대  | 아프리카 국민회의 | 94.25% | 377표  | 1위  |      |

## 같이 보기
- 만델라 데이
- 아프리카 민족회의 (ANC)
- 아파르트헤이트